# Deuxième circonscription de l'Ain
La deuxième circonscription de l'Ain est l'une des cinq circonscriptions législatives françaises que compte le département de  l'Ain (01), en région Auvergne-Rhône-Alpes.
Elle est représentée dans la XVIIe législature par Romain Daubié, député MoDem.

## Description géographique et démographique

### De 1958 à 1986
La deuxième circonscription de l'Ain était composée de :
- canton de Belley
- canton de Bellegarde-sur-Valserine
- canton de Brénod
- canton de Champagne-en-Valromey
- canton de Collonges
- canton de Ferney-Voltaire
- canton de Gex
- canton de Hauteville-Lompnes
- canton d'Izernore
- canton de Lhuis
- canton de Nantua
- canton d'Oyonnax
- canton de Saint-Rambert-en-Bugey
- canton de Seyssel
- canton de Virieu-le-Grand

### De 1988 à 2010
La deuxième circonscription de l'Ain, située au centre-est du département, a d'abord été délimitée par le découpage électoral élaboré lors du redécoupage des circonscriptions législatives françaises de 1986
, et regroupait les divisions administratives suivantes : 
- Canton d'Ambérieu-en-Bugey
- Canton d'Izernore
- Canton de Lagnieu
- Canton de Meximieux
- Canton de Montluel
- Canton de Nantua
- Canton d'Oyonnax-Nord
- Canton d'Oyonnax-Sud
- Canton de Poncin.

Depuis l'ordonnance no 2009-935 du 29 juillet 2009, ratifiée par le Parlement français le 21 janvier 2010, elle regroupe les divisions administratives suivantes : 
- Canton de Lagnieu
- Canton de Meximieux
- Canton de Miribel
- Canton de Montluel
- Canton de Reyrieux
- Canton de Trévoux.

Depuis 2012, elle regroupe : 
- Canton de Trévoux
- Canton de Miribel
- Canton de Meximieux

et une partie des :
- Canton de Villars-les-Dombes
- Canton d'Ambérieu-en-Bugey
- Canton de Lagnieu.

Carte de la deuxième circonscription de l'Ain de 1958 à 1986
Carte de la deuxième circonscription de l'Ain de 1986 à 2012

### Pyramide des âges
| Hommes | Classe d’âge   | Femmes |
| ------ | -------------- | ------ |
| 9      | 65 ans et plus | 11     |
| 28     | 20 à 64 ans    | 28     |
| 13     | 0 à 19 ans     | 12     |

### Catégorie socio-professionnelle
Répartition de la population active par catégorie socio-professionnelle en 2013
| Agriculteurs | Artisans, commerçants, chefs d'entreprise | Cadres, professions intellectuelles | Professions intermédiaires | Employés | Ouvriers | Retraités | Autres |
| ------------ | ----------------------------------------- | ----------------------------------- | -------------------------- | -------- | -------- | --------- | ------ |
| 1,0 %        | 3,4 %                                     | 6,1 %                               | 15,0 %                     | 16,1 %   | 15,8 %   | 29,1 %    | 13,6 % |

## Historique des députations
| Législature | Début de mandat    | Fin de mandat   | Député                    | Parti politique | Observations |
| ----------- | ------------------ | --------------- | ------------------------- | --------------- | --- |
| Ire         | 9 décembre 1958    | 9 octobre 1962  | Marcel Anthonioz          | CNI             | Mandat écourté à la suite d'une dissolution parlementaire décidée par Charles de Gaulle.                                                                       |
| IIe         | 6 décembre 1962    | 2 avril 1967    | Marcel Anthonioz          | RI              | |
| IIIe        | 3 avril 1967       | 30 mai 1968     | Marcel Anthonioz          | RI              | Mandat écourté à la suite d'une dissolution parlementaire décidée par Charles de Gaulle.                                                                       |
| IVe         | 11 juillet 1968    | 22 juillet 1969 | Marcel Anthonioz          | RI              | Remplacé par son suppléant Michel Carrier à la suite de sa nomination au gouvernement.                                                                         |
| IVe         | 23 juillet 1969    | 1er avril 1973  | Michel Carrier            | RI              | Remplacé par son suppléant Michel Carrier à la suite de sa nomination au gouvernement.                                                                         |
| Ve          | 2 avril 1973       | 31 août 1976    | Marcel Anthonioz          | RI              | Remplacé par Michel Carrier à la suite de son décès. |
| Ve          | 1er septembre 1976 | 2 avril 1978    | Michel Carrier            | RI              | Remplacé par Michel Carrier à la suite de son décès. |
| VIe         | 3 avril 1978       | 22 mai 1981     | Charles Millon            | UDF             | Maire de Belley. Mandat écourté à la suite d'une dissolution parlementaire décidée par François Mitterrand.                                                    |
| VIIe        | 2 juillet 1981     | 1er avril 1986  | Charles Millon            | UDF             | Maire de Belley. |
| VIIIe       | 2 avril 1986       | 14 mai 1988     | Aucun                     | Aucun           | Proportionnelle par département, pas de député par circonscription. Mandat écourté à la suite d'une dissolution parlementaire décidée par François Mitterrand. |
| IXe         | 23 juin 1988       | 1er avril 1993  | Lucien Guichon            | RPR             | Maire d'Oyonnax. |
| Xe          | 2 avril 1993       | 21 avril 1997   | Lucien Guichon            | RPR             | Maire d'Oyonnax. Mandat écourté à la suite d'une dissolution parlementaire décidée par Jacques Chirac.                                                         |
| XIe         | 12 juin 1997       | 18 juin 2002    | Lucien Guichon            | RPR             | Maire d'Oyonnax. |
| XIIe        | 19 juin 2002       | 19 juin 2007    | Lucien Guichon            | UMP             | |
| XIIIe       | 20 juin 2007       | 19 juin 2012    | Charles de La Verpillière | UMP             | Président du conseil général de l'Ain (2004-2008). |
| XIVe        | 20 juin 2012       | 20 juin 2017    | Charles de La Verpillière | UMP             | Élu au conseil général de l'Ain. |
| XVe         | 21 juin 2017       | 21 juin 2022    | Charles de La Verpillière | LR              | Élu au conseil départemental de l'Ain. |
| XVIe        | 22 juin 2022       | 9 juin 2024     | Romain Daubié             | MoDem-Ensemble  | Maire de Montluel Mandat écourté à la suite d'une dissolution parlementaire décidée par Emmanuel Macron.                                                       |

## Historique des résultats

### Élections de 1958
| Candidat       | Candidat             | Parti          | Premier tour | Premier tour | Second tour | Second tour |  |
| Candidat       | Candidat             | Parti          | Voix         | %            | Voix        | %           |  |
| -------------- | -------------------- | -------------- | ------------ | ------------ | ----------- | ----------- |  |
|                | Marcel Anthonioz élu | CNIP           | 14 030       | 29,89        | 22 458      | 45,84       |  |
|                | Henri Bourbon        | PCF            | 9 835        | 20,95        | 10 104      | 20,62       |  |
|                | Henri Romans-Petit   | CR             | 9 311        | 19,84        | 16 428      | 33,53       |  |
|                | Pierre Dominjon      | MRP            | 8 803        | 18,75        | Retrait     | Retrait     |  |
|                | Gilbert Coltice      | SFIO           | 4 960        | 10,57        | Retrait     | Retrait     |  |
|                |                      |                |              |              |             |             |  |
| Inscrits       | Inscrits             | Inscrits       | 68 089       | 100,00       | 68 052      | 100,00      |  |
| Abstentions    | Abstentions          | Abstentions    | 20 326       | 29,85        | 18 475      | 27,15       |  |
| Votants        | Votants              | Votants        | 47 763       | 70,15        | 49 577      | 72,85       |  |
| Blancs et nuls | Blancs et nuls       | Blancs et nuls | 824          | 1,73         | 587         | 1,18        |  |
| Exprimés       | Exprimés             | Exprimés       | 46 939       | 98,27        | 48 990      | 98,82       |  |

Michel Carrier, cultivateur exploitant, conseiller général du canton de Brénod était le suppléant de Marcel Anthonioz.

### Élections de 1962
| Candidat       | Candidat                       | Parti                     | Premier tour | Premier tour | Second tour | Second tour |  |
| Candidat       | Candidat                       | Parti                     | Voix         | %            | Voix        | %           |  |
| -------------- | ------------------------------ | ------------------------- | ------------ | ------------ | ----------- | ----------- |  |
|                | Marcel Anthonioz sortant réélu | RI                        | 14 016       | 35,24        | 20 969      | 47,04       |  |
|                | Marcel Monnier                 | PCF                       | 8 563        | 21,53        | 12 642      | 28,36       |  |
|                | Henri Montmasson               | UNR-UDT                   | 7 702        | 19,36        | 8 212       | 18,42       |  |
|                | Pierres-Charles Boccadoro      | Divers droite (Gaulliste) | 4 857        | 12,21        | 2 750       | 6,17        |  |
|                | Gilbert Coltice                | SFIO                      | 4 636        | 11,66        | Retrait     | Retrait     |  |
|                |                                |                           |              |              |             |             |  |
| Inscrits       | Inscrits                       | Inscrits                  | 68 193       | 100,00       | 68 194      | 100,00      |  |
| Abstentions    | Abstentions                    | Abstentions               | 27 623       | 40,51        | 22 857      | 33,52       |  |
| Votants        | Votants                        | Votants                   | 40 570       | 59,49        | 45 337      | 66,48       |  |
| Blancs et nuls | Blancs et nuls                 | Blancs et nuls            | 796          | 1,96         | 764         | 1,69        |  |
| Exprimés       | Exprimés                       | Exprimés                  | 39 774       | 98,04        | 44 573      | 98,31       |  |

Michel Carrier, cultivateur exploitant, conseiller général du canton de Brénod était le suppléant de Marcel Anthonioz.

### Élections de 1967
|                | Marcel Anthonioz sortant réélu | RI             | 27 551 | 53,57  |  |  |  |
|                | Marcel Monnier                 | PCF            | 11 105 | 21,59  |  |  |  |
|                | Louis Chanel                   | FGDS (Radical) | 10 352 | 20,13  |  |  |  |
|                | Pierre-Charles Boccadoro       | Modérés        | 2 421  | 4,71   |  |  |  |
|                |                                |                |        |        |  |  |  |
| Inscrits       | Inscrits                       | Inscrits       | 68 488 | 100,00 |  |  |  |
| Abstentions    | Abstentions                    | Abstentions    | 15 922 | 23,25  |  |  |  |
| Votants        | Votants                        | Votants        | 52 566 | 76,75  |  |  |  |
| Blancs et nuls | Blancs et nuls                 | Blancs et nuls | 1 137  | 2,16   |  |  |  |
| Exprimés       | Exprimés                       | Exprimés       | 51 429 | 97,84  |  |  |  |

Michel Carrier était le suppléant de Marcel Anthonioz.

### Élections de 1968
|                | Marcel Anthonioz sortant réélu | RI (URP)       | 30 717 | 56,76  |  |  |  |
|                | Marcel Monnier                 | PCF            | 10 389 | 19,2   |  |  |  |
|                | Paul Saint-Cyr                 | FGDS (Radical) | 5 688  | 10,51  |  |  |  |
|                | Simon Pernod                   | CD (PDM)       | 4 526  | 8,36   |  |  |  |
|                | Joseph Mazard                  | PSU            | 1 895  | 3,5    |  |  |  |
|                | Pierre-Charles Boccadoro       | Modérés        | 907    | 1,68   |  |  |  |
|                |                                |                |        |        |  |  |  |
| Inscrits       | Inscrits                       | Inscrits       | 70 228 | 100,00 |  |  |  |
| Abstentions    | Abstentions                    | Abstentions    | 15 557 | 22,15  |  |  |  |
| Votants        | Votants                        | Votants        | 54 671 | 77,85  |  |  |  |
| Blancs et nuls | Blancs et nuls                 | Blancs et nuls | 549    | 1      |  |  |  |
| Exprimés       | Exprimés                       | Exprimés       | 54 122 | 99     |  |  |  |

Michel Carrier était le suppléant de Marcel Anthonioz. Il le remplaça du 23 juillet 1969 au 1er avril 1973, quand Marcel Antonioz fut nommé membre du gouvernement.

### Élections de 1973
| Candidat       | Candidat                       | Parti          | Premier tour | Premier tour | Second tour | Second tour |  |
| Candidat       | Candidat                       | Parti          | Voix         | %            | Voix        | %           |  |
| -------------- | ------------------------------ | -------------- | ------------ | ------------ | ----------- | ----------- |  |
|                | Marcel Anthonioz sortant réélu | RI (URP)       | 27 768       | 48,54        | 33 109      | 60,04       |  |
|                | Guy Chavanne                   | PCF            | 11 229       | 19,63        | 22 035      | 39,96       |  |
|                | Robert Mériaudeau              | PS (UGSD)      | 9 969        | 17,43        | Retrait     | Retrait     |  |
|                | André Autin                    | MR             | 4 828        | 8,44         |             |             |  |
|                | Paul Lupkins                   | PSU            | 1 756        | 3,07         |             |             |  |
|                | Maurice Bardet                 | Divers droite  | 967          | 1,69         |             |             |  |
|                | Roland Bénier                  | FP             | 692          | 1,21         |             |             |  |
|                |                                |                |              |              |             |             |  |
| Inscrits       | Inscrits                       | Inscrits       | 74 850       | 100,00       | 74 842      | 100,00      |  |
| Abstentions    | Abstentions                    | Abstentions    | 16 633       | 22,22        | 17 269      | 23,07       |  |
| Votants        | Votants                        | Votants        | 58 217       | 77,78        | 57 573      | 76,93       |  |
| Blancs et nuls | Blancs et nuls                 | Blancs et nuls | 1 008        | 1,73         | 2 429       | 4,22        |  |
| Exprimés       | Exprimés                       | Exprimés       | 57 209       | 98,27        | 55 144      | 95,78       |  |

Marcel Anthonioz est décédé le 31 août 1976. Michel Carrier, son suppléant, l'a remplacé.

### Élections de 1978
| Candidat       | Candidat              | Parti          | Premier tour | Premier tour | Second tour | Second tour |  |
| Candidat       | Candidat              | Parti          | Voix         | %            | Voix        | %           |  |
| -------------- | --------------------- | -------------- | ------------ | ------------ | ----------- | ----------- |  |
|                | Charles Millon élu    | UDF (PR)       | 25 667       | 36,77        | 42 166      | 59,11       |  |
|                | Guy Chavanne          | PCF            | 15 127       | 21,67        | 29 173      | 40,89       |  |
|                | Robert Mériaudeau     | PS             | 12 935       | 18,53        | Retrait     | Retrait     |  |
|                | Lucien Guichon        | RPR            | 9 787        | 14,02        |             |             |  |
|                | Alain Partensky       | Écologie 78    | 2 937        | 4,21         |             |             |  |
|                | Louis Fusari          | Divers droite  | 1 452        | 2,08         |             |             |  |
|                | Marie-Louise Landucci | LO             | 778          | 1,11         |             |             |  |
|                | Jean-Claude Gioria    | UOPDP          | 654          | 0,94         |             |             |  |
|                | Paul Lupkins          | PSU (FA)       | 463          | 0,66         |             |             |  |
|                |                       |                |              |              |             |             |  |
| Inscrits       | Inscrits              | Inscrits       | 87 018       | 100,00       | 87 038      | 100,00      |  |
| Abstentions    | Abstentions           | Abstentions    | 15 921       | 18,3         | 13 824      | 15,88       |  |
| Votants        | Votants               | Votants        | 71 097       | 81,7         | 73 214      | 84,12       |  |
| Blancs et nuls | Blancs et nuls        | Blancs et nuls | 1 297        | 1,82         | 1 875       | 2,56        |  |
| Exprimés       | Exprimés              | Exprimés       | 69 800       | 98,18        | 71 339      | 97,44       |  |

Jean Prost, conseiller général, maire de Divonne-les-Bains, était le suppléant de Charles Millon.

### Élections de 1981
|                       | Charles Millon sortant réélu | UDF (PR)       | 34 128 | 54,53  |  |  |  |
|                       | Jean Chabert                 | PS             | 19 876 | 31,76  |  |  |  |
|                       | Guy Chavanne                 | PCF            | 8 586  | 13,72  |  |  |  |
|                       |                              |                |        |        |  |  |  |
| Inscrits              | Inscrits                     | Inscrits       | 90 495 | 100,00 |  |  |  |
| Abstentions           | Abstentions                  | Abstentions    | 27 241 | 30,1   |  |  |  |
| Votants               | Votants                      | Votants        | 63 254 | 69,9   |  |  |  |
| Blancs et nuls        | Blancs et nuls               | Blancs et nuls | 664    | 1,05   |  |  |  |
| Exprimés              | Exprimés                     | Exprimés       | 62 590 | 98,95  |  |  |  |
| Source : Data.gouv.fr |                              |                |        |        |  |  |  |

Jean Prost était le suppléant de Charles Millon.

### Élections de 1988
| Candidat       | Candidat           | Parti          | Premier tour | Premier tour | Second tour | Second tour |  |
| Candidat       | Candidat           | Parti          | Voix         | %            | Voix        | %           |  |
| -------------- | ------------------ | -------------- | ------------ | ------------ | ----------- | ----------- |  |
|                | Lucien Guichon élu | RPR (URC)      | 17 581       | 42,63        | 24 360      | 53,54       |  |
|                | Gérard Lora-Tonet  | PS             | 14 163       | 34,34        | 21 141      | 46,46       |  |
|                | Emmanuel Leroy     | FN             | 5 472        | 13,27        |             |             |  |
|                | Fernand Roustit    | PCF            | 4 022        | 9,75         |             |             |  |
|                |                    |                |              |              |             |             |  |
| Inscrits       | Inscrits           | Inscrits       | 67 784       | 100,00       | 67 772      | 100,00      |  |
| Abstentions    | Abstentions        | Abstentions    | 25 788       | 38,04        | 21 331      | 31,47       |  |
| Votants        | Votants            | Votants        | 41 996       | 61,96        | 46 441      | 68,53       |  |
| Blancs et nuls | Blancs et nuls     | Blancs et nuls | 758          | 1,8          | 940         | 2,02        |  |
| Exprimés       | Exprimés           | Exprimés       | 41 238       | 98,2         | 45 501      | 97,98       |  |

Joëlle Durand-Maniclas, conseillère générale UDF du canton de Meximieux était la suppléante de Lucien Guichon.

### Élections de 1993
| Candidat       | Candidat                     | Parti          | Premier tour | Premier tour | Second tour | Second tour |  |
| Candidat       | Candidat                     | Parti          | Voix         | %            | Voix        | %           |  |
| -------------- | ---------------------------- | -------------- | ------------ | ------------ | ----------- | ----------- |  |
|                | Lucien Guichon sortant réélu | RPR (UPF)      | 21 481       | 46,53        | 26 075      | 70,64       |  |
|                | Jean Alcaraz                 | FN             | 8 674        | 18,79        | 10 836      | 29,36       |  |
|                | Éliane Drut-Gorju            | PS (ADFP)      | 6 441        | 13,95        |             |             |  |
|                | Éric Gilbert                 | Les Verts (EÉ) | 5 896        | 12,77        |             |             |  |
|                | Georges Arpin                | PCF            | 3 674        | 7,96         |             |             |  |
|                |                              |                |              |              |             |             |  |
| Inscrits       | Inscrits                     | Inscrits       | 73 064       | 100,00       | 73 059      | 100,00      |  |
| Abstentions    | Abstentions                  | Abstentions    | 24 434       | 33,44        | 28 789      | 39,41       |  |
| Votants        | Votants                      | Votants        | 48 630       | 66,56        | 44 270      | 60,59       |  |
| Blancs et nuls | Blancs et nuls               | Blancs et nuls | 2 464        | 5,07         | 7 359       | 16,62       |  |
| Exprimés       | Exprimés                     | Exprimés       | 46 166       | 94,93        | 36 911      | 83,38       |  |

Charles de La Verpillière, conseiller général UDF du canton de Lagnieu, était le suppléant de Lucien Guichon.

### Élections de 1997
| Candidat       | Candidat                     | Parti          | Premier tour | Premier tour | Second tour | Second tour |  |
| Candidat       | Candidat                     | Parti          | Voix         | %            | Voix        | %           |  |
| -------------- | ---------------------------- | -------------- | ------------ | ------------ | ----------- | ----------- |  |
|                | Lucien Guichon sortant réélu | RPR            | 14 523       | 31,12        | 22 961      | 43,92       |  |
|                | André Clavel                 | FN             | 11 265       | 24,14        | 9 546       | 18,26       |  |
|                | Jocelyne Bollini             | PS             | 10 083       | 15,92        | 19 776      | 37,82       |  |
|                | Georges Arpin                | PCF            | 3 846        | 8,24         |             |             |  |
|                | Philippe Lebreton            | MÉI            | 1 847        | 3,96         |             |             |  |
|                | Pierre Ferrario              | LDI (MPF)      | 1 624        | 3,48         |             |             |  |
|                | Danielle Grange              | LO             | 1 581        | 3,39         |             |             |  |
|                | Olivier Josserand            | US4J           | 778          | 1,67         |             |             |  |
|                | Didier Eckel                 | MDC            | 692          | 1,48         |             |             |  |
|                | Raoul Chavet                 | PT             | 429          | 0,92         |             |             |  |
|                |                              |                |              |              |             |             |  |
| Inscrits       | Inscrits                     | Inscrits       | 75 362       | 100,00       | 75 360      | 100,00      |  |
| Abstentions    | Abstentions                  | Abstentions    | 26 140       | 34,69        | 21 339      | 28,32       |  |
| Votants        | Votants                      | Votants        | 49 222       | 65,31        | 54 021      | 71,68       |  |
| Blancs et nuls | Blancs et nuls               | Blancs et nuls | 2 554        | 5,19         | 1 738       | 3,22        |  |
| Exprimés       | Exprimés                     | Exprimés       | 46 668       | 94,81        | 52 283      | 96,78       |  |

Charles de La Verpillière, UDF, conseiller général du canton de Lagnieu, était le suppléant de Lucien Guichon.

### Élections de 2002
| Candidat                     | Candidat                     | Parti                   | Premier tour | Premier tour | Second tour | Second tour |
| Candidat                     | Candidat                     | Parti                   | Voix         | %            | Voix        | %           |
| ---------------------------- | ---------------------------- | ----------------------- | ------------ | ------------ | ----------- | ----------- |
|                              | Lucien Guichon sortant réélu | UMP                     | 20 791       | 41,14        | 25 811      | 61,89       |
|                              | Éliane Drut-Gorju            | PS                      | 10 439       | 20,66        | 15 891      | 38,11       |
|                              | Lydia Girault                | FN                      | 8 831        | 17,47        |             |             |
|                              | Éric Gilbert                 | Les Verts               | 2 043        | 4,04         |             |             |
|                              | André Clavel                 | MNR                     | 1 810        | 3,58         |             |             |
|                              | Mylène Ferri                 | PCF                     | 1 684        | 3,33         |             |             |
|                              | Alain Cavet                  | Pôle républicain        | 1 254        | 2,48         |             |             |
|                              | Denis Baratay                | CPNT                    | 800          | 1,58         |             |             |
|                              | Fabienne Pin                 | MPF                     | 798          | 1,58         |             |             |
|                              | Guy Largeron                 | LO                      | 658          | 1,30         |             |             |
|                              | Bernadette Grelier           | Divers écologiste (MÉI) | 553          | 1,09         |             |             |
|                              | Didier Eckel                 | LCR                     | 462          | 0,91         |             |             |
|                              | Catherine Kallache           | Divers écologiste (GÉ)  | 233          | 0,46         |             |             |
|                              | Julien Duchesne              | Régionaliste            | 183          | 0,36         |             |             |
|                              |                              |                         |              |              |             |             |
| Inscrits                     | Inscrits                     | Inscrits                | 83 249       | 100,00       | 83 244      | 100,00      |
| Abstentions                  | Abstentions                  | Abstentions             | 31 769       | 38,16        | 39 362      | 47,29       |
| Votants                      | Votants                      | Votants                 | 51 480       | 61,84        | 43 882      | 52,71       |
| Blancs et nuls               | Blancs et nuls               | Blancs et nuls          | 941          | 1,83         | 2 180       | 4,97        |
| Exprimés                     | Exprimés                     | Exprimés                | 50 539       | 98,17        | 41 702      | 95,03       |
| Source : Assemblée nationale |                              |                         |              |              |             |             |

Charles de La Verpillière, conseiller général du canton de Lagnieu, était le suppléant de Lucien Guichon.

### Élections de 2007
|                | Charles de La Verpillière élu | UMP            | 27 034 | 53,30  |  |  |  |
|                | Catherine Pidoux              | PRG            | 9 217  | 18,17  |  |  |  |
|                | Nicole de Lacheisserie        | FN             | 3 333  | 6,57   |  |  |  |
|                | Pierre Ferrarese              | UDF–MoDem      | 3 217  | 6,34   |  |  |  |
|                | Katia Philippe                | PCF            | 1 800  | 3,55   |  |  |  |
|                | Jacques Cagnac                | Les Verts      | 1 790  | 3,53   |  |  |  |
|                | Yves Dagand                   | LCR            | 1 375  | 2,71   |  |  |  |
|                | Bernard Léger                 | MPF            | 778    | 0,43   |  |  |  |
|                | Marie-Lise Meunier            | MÉI            | 629    | 1,24   |  |  |  |
|                | Michel Fray                   | CPNT           | 485    | 0,96   |  |  |  |
|                | Guy Largeron                  | LO             | 380    | 0,75   |  |  |  |
|                | Jean-Louis Séguret            | MNR            | 380    | 0,75   |  |  |  |
|                | Raoul Chavet                  | PT             | 306    | 0,60   |  |  |  |
|                |                               |                |        |        |  |  |  |
| Inscrits       | Inscrits                      | Inscrits       | 92 466 | 100,00 |  |  |  |
| Abstentions    | Abstentions                   | Abstentions    | 41 005 | 44,35  |  |  |  |
| Votants        | Votants                       | Votants        | 51 461 | 55,65  |  |  |  |
| Blancs et nuls | Blancs et nuls                | Blancs et nuls | 737    | 1,43   |  |  |  |
| Exprimés       | Exprimés                      | Exprimés       | 50 724 | 98,57  |  |  |  |

Le suppléant de Charles de La Verpillière était Philippe Cracchiolo, maire d'Arbent.

### Élections de 2012
| Candidat       | Candidat                                | Parti             | Premier tour | Premier tour | Second tour | Second tour |  |
| Candidat       | Candidat                                | Parti             | Voix         | %            | Voix        | %           |  |
| -------------- | --------------------------------------- | ----------------- | ------------ | ------------ | ----------- | ----------- |  |
|                | Charles de La Verpillière sortant réélu | UMP               | 19 217       | 37,26        | 22 327      | 44,31       |  |
|                | Michel Raymond                          | diss. PS          | 11 900       | 23,07        | 19 529      | 38,76       |  |
|                | Olivier Eyraud                          | RBM (diss. UMP) , | 10 894       | 21,12        | 8 530       | 16,93       |  |
|                | Paul Vernay                             | EÉLV (PS)         | 5 213        | 10,11        |             |             |  |
|                | Katia Philippe                          | FG (PCF)          | 2 215        | 4,29         |             |             |  |
|                | Marie-Jeanne Béguet                     | CpF (MoDem)       | 1 418        | 2,75         |             |             |  |
|                | Claire Darmedru                         | AÉI               | 495          | 0,96         |             |             |  |
|                | Vincent Goutagny                        | LO                | 224          | 0,43         |             |             |  |
|                |                                         |                   |              |              |             |             |  |
| Inscrits       | Inscrits                                | Inscrits          | 86 982       | 100,00       | 86 937      | 100,00      |  |
| Abstentions    | Abstentions                             | Abstentions       | 34 894       | 40,12        | 36 001      | 41,41       |  |
| Votants        | Votants                                 | Votants           | 52 088       | 59,88        | 50 936      | 58,59       |  |
| Blancs et nuls | Blancs et nuls                          | Blancs et nuls    | 512          | 0,98         | 550         | 1,08        |  |
| Exprimés       | Exprimés                                | Exprimés          | 51 576       | 99,02        | 50 386      | 98,92       |  |

La suppléante de Charles de La Verpillière était Brigitte Cormorèche, exploitante agricole à Mionnay.

### Élections de 2017
|                                                                       | |                           |                           |                          |                          |
|                                                                       | | Premier tour 11 juin 2017 | Premier tour 11 juin 2017 | Second tour 18 juin 2017 | Second tour 18 juin 2017 |
|                                                                       | |                           |                           |                          |                          |
|                                                                       | | Nombre                    | % des inscrits            | Nombre                   | % des inscrits           |
| Inscrits                                                              | Inscrits | 93 520                    | 100,00                    | 93 507                   | 100,00                   |
| Abstentions                                                           | Abstentions | 47 291                    | 50,57                     | 54 341                   | 58,11                    |
| Votants                                                               | Votants | 46 229                    | 49,43                     | 39 166                   | 41,89                    |
|                                                                       | |                           | % des votants             |                          | % des votants            |
| Bulletins blancs                                                      | Bulletins blancs | 471                       | 1,02                      | 2 424                    | 6,19                     |
| Bulletins nuls                                                        | Bulletins nuls | 160                       | 0,35                      | 867                      | 2,21                     |
| Suffrages exprimés                                                    | Suffrages exprimés | 45 598                    | 98,64                     | 35 875                   | 91,60                    |
|                                                                       | |                           |                           |                          |                          |
| Candidat Étiquette politique (partis et alliances)                    | Candidat Étiquette politique (partis et alliances)                                                                                      | Voix                      | % des exprimés            | Voix                     | % des exprimés           |
|                                                                       | |                           |                           |                          |                          |
|                                                                       | Marie-Jeanne Béguet Mouvement démocrate (La République en marche !)                                                                     | 16 371                    | 35,90                     | 17 319                   | 48,28                    |
|                                                                       | Charles de La Verpillière(député sortant) Les Républicains (Union des démocrates et indépendants - Chasse, pêche, nature et traditions) | 11 182                    | 24,52                     | 18 556                   | 51,72                    |
|                                                                       | Anne Michaud Front national | 7 553                     | 16,56                     |                          |                          |
|                                                                       | Sylviane Thiébaut La France insoumise                                                                                                   | 4 896                     | 10,74                     |                          |                          |
|                                                                       | Albane Colin Europe Écologie Les Verts (Parti socialiste)                                                                               | 2 874                     | 6,30                      |                          |                          |
|                                                                       | Pascale Lemerre Debout la France | 1 149                     | 2,52                      |                          |                          |
|                                                                       | Guy Brulland Parti communiste français (Ensemble !)                                                                                     | 676                       | 1,48                      |                          |                          |
|                                                                       | Sandrine Chomette Union populaire républicaine                                                                                          | 400                       | 0,88                      |                          |                          |
|                                                                       | Vincent Goutagny Lutte ouvrière | 303                       | 0,66                      |                          |                          |
|                                                                       | Atila Sahin Parti égalité et justice | 194                       | 0,43                      |                          |                          |
| Source : Ministère de l'Intérieur - Deuxième circonscription de l'Ain | |                           |                           |                          |                          |

La suppléante de Charles de La Verpillière était Caroline Terrier, conseillère départementale du canton de Miribel, maire de Beynost.

### Élections de 2022
| Candidat                 | Candidat                 | Parti et coalition       | Nuance                   | Premier tour | Premier tour | Second tour | Second tour |
| Candidat                 | Candidat                 | Parti et coalition       | Nuance                   | Voix         | %            | Voix        | %           |
| ------------------------ | ------------------------ | ------------------------ | ------------------------ | ------------ | ------------ | ----------- | ----------- |
|                          | Romain Daubié            | MoDem (ENS)              | ENS                      | 12 916       | 26,42        | 24 960      | 58,34       |
|                          | Lumir Lapray             | EELV (NUPES)             | NUP                      | 12 428       | 25,42        | 17 824      | 41,66       |
|                          | Olivier Eyraud           | RN                       | RN                       | 11 354       | 23,23        |             |             |
|                          | Alexandre Nanchi         | LR (UDC)                 | LR                       | 7 192        | 14,71        |             |             |
|                          | Alexandre Costa          | REC                      | REC                      | 2 392        | 4,89         |             |             |
|                          | Thomas Iglésis           | PA                       | ECO                      | 653          | 1,34         |             |             |
|                          | Delphine Carrier         | LP (UPF)                 | DSV                      | 653          | 1,34         |             |             |
|                          | Denis Baratay            | LMR                      | DVD                      | 618          | 1,26         |             |             |
|                          | Vincent Goutagny         | LO                       | DXG                      | 415          | 0,85         |             |             |
|                          | Colin Martet             | RS (LRDP)                | DIV                      | 265          | 0,54         |             |             |
|                          |                          |                          |                          |              |              |             |             |
| Votes valides            | Votes valides            | Votes valides            | Votes valides            | 48 886       | 98,40        | 42 784      | 91,67       |
| Votes blancs             | Votes blancs             | Votes blancs             | Votes blancs             | 629          | 1,27         | 3 033       | 6,50        |
| Votes nuls               | Votes nuls               | Votes nuls               | Votes nuls               | 168          | 0,34         | 855         | 1,83        |
| Total                    | Total                    | Total                    | Total                    | 49 683       | 100          | 46 672      | 100         |
| Abstention               | Abstention               | Abstention               | Abstention               | 50 270       | 50,29        | 53 307      | 53,32       |
| Inscrits / participation | Inscrits / participation | Inscrits / participation | Inscrits / participation | 99 953       | 49,71        | 99 979      | 46,68       |

La suppléante de Romain Daubié était Claire André, maire de Chazey-sur-Ain.

### Élections de 2024
| Candidat                 | Candidat                 | Parti et coalition       | Nuance                   | Premier tour | Premier tour | Second tour | Second tour |
| Candidat                 | Candidat                 | Parti et coalition       | Nuance                   | Voix         | %            | Voix        | %           |
| ------------------------ | ------------------------ | ------------------------ | ------------------------ | ------------ | ------------ | ----------- | ----------- |
|                          | Andréa Kotarac           | RN                       | RN                       | 28 189       | 39,20        | 31 766      | 44,91       |
|                          | Romain Daubié            | MoDem (ENS)              | DVC                      | 17 414       | 24,21        | 38 973      | 55,09       |
|                          | Maxime Meyer             | LE (NFP)                 | UG                       | 16 981       | 23,61        | Retrait     | Retrait     |
|                          | Alexandre Nanchi         | LR                       | LR                       | 6 737        | 9,37         |             |             |
|                          | Olivier Eyraud           | RN diss.                 | EXD                      | 1 863        | 2,59         |             |             |
|                          | Vincent Goutagny         | LO                       | EXG                      | 734          | 1,02         |             |             |
|                          |                          |                          |                          |              |              |             |             |
| Votes valides            | Votes valides            | Votes valides            | Votes valides            | 71 918       | 97,93        | 70 739      | 96,14       |
| Votes blancs             | Votes blancs             | Votes blancs             | Votes blancs             | 1 197        | 1,63         | 2 297       | 2,25        |
| Votes nuls               | Votes nuls               | Votes nuls               | Votes nuls               | 321          | 0,44         | 541         | 0,53        |
| Total                    | Total                    | Total                    | Total                    | 73 436       | 100          | 73 577      | 100         |
| Abstention               | Abstention               | Abstention               | Abstention               | 28 438       | 27,91        | 28 328      | 27,80       |
| Inscrits / participation | Inscrits / participation | Inscrits / participation | Inscrits / participation | 101 874      | 72,09        | 101 905     | 72,20       |

La suppléante de Romain Daubié est Claire André, maire de Chazey-sur-Ain.